# أنطونيو سارايفا
أنطونيو سارايفا (بالبرتغالية: António Saraiva‏) هو لاعب كرة قدم برتغالي في مركز الدفاع، ولد في 3 مايو 1934 في بيسو دا ريغوا في البرتغال، وتوفي في 7 مايو 2018 في بورتيماو في البرتغال. لعب مع نادي بنفيكا.

## وصلات خارجية
- أنطونيو سارايفا على موقع الاتحاد الأوربي (الإنجليزية)
- أنطونيو سارايفا على موقع قاعدة بيانات كرة القدم.إي يو (الإنجليزية)